# Hans von der Esch
Hans Otto Gustav Arthur Martin von der Esch (* 11. November 1862 in Stettin; † 14. September 1934 in Stuttgart) war ein preußischer Generalleutnant.

## Leben

### Herkunft
Hans war der Sohn des späteren preußischen Generalmajors Karl von der Esch (1827–1880) und dessen Ehefrau Nanny Luise Adelheid, geborene von Gerhardt (1832–1908). Sein Vater war während des Deutsch-Französischen Krieges mit dem Orden Pour le Mérite ausgezeichnet worden. Der spätere Generalleutnant Adolf von der Esch (1861–1937) war sein älterer Bruder.

### Militärkarriere
Esch trat am 16. April 1881 aus dem Kadettenkorps kommend als Sekondeleutnant in das 1. Badische Leib-Grenadier-Regiment Nr. 109 in Karlsruhe ein. Nach seiner dortigen Beförderung zum Premierleutnant am 24. März 1890 kommandierte man ihn vom 1. Oktober 1890 bis 30. August 1893 zur Preußischen Kriegsakademie. Mit der Beförderung zum Hauptmann folgte zeitgleich am 18. Juni 1895 die Ernennung zum Kompaniechef im Niederrheinischen Füsilier-Regiment Nr. 39 in Düsseldorf. In gleicher Funktion war er anschließend vom 22. März 1897 bis 16. Mai 1902 in Mülheim an der Ruhr im 8. Lothringischen Infanterie-Regiment Nr. 159 tätig. Dann folgte eine bis zum 13. Juni 1906 andauernde Verwendung als Adjutant beim Generalkommando des VII. Armee-Korps sowie am 18. Juni 1903 die Beförderung zum Major. Esch wurde dann am 14. Juni 1906 in das Infanterie-Regiment „Hamburg“ (2. Hanseatisches) Nr. 76 versetzt, wo er als Kommandeur des II. Bataillons fungierte. Als Oberstleutnant (seit 20. April 1910) wechselte er am 16. November 1910 zum Stab des Infanterie-Regiments Landgraf Friedrich I. von Hessen-Cassel (1. Kurhessisches) Nr. 81. Nachdem Esch am 18. Februar 1913 Oberst geworden war, ernannte man ihn kurz darauf am 22. März zum Kommandeur des Anhaltischen Infanterie-Regiments Nr. 93 in Dessau. Bereits am 7. Dezember 1913 gab Esch das Regiment wieder ab und übernahm stattdessen das Grenadier-Regiment „Königin Olga“ (1. Württembergisches) Nr. 119 in Stuttgart.
Mit der Mobilmachung und Ausbruch des Ersten Weltkrieges kam Esch mit seinem Regiment an der Westfront zum Einsatz, wo sie erstmals bei Longwy in Kampfhandlungen verwickelt wurden. Nach der Verlegung an die Ostfront wurde Esch von seinem Regiment abberufen und am 8. Dezember 1914 zum Kommandeur der 69. Reserve-Infanterie-Brigade ernannt, mit der er sich an der Schlacht um Łódź beteiligte. Während der Gefechte erlitt er am 16. Dezember 1914 schwere Verwundungen, sodass Esch bis zu seiner Gesundung zu den Offizieren von der Armee überführt wurde. Nachdem Esch wieder dienstfähig war, wurde er ab 27. März 1915 als Beauftragter des Oberbefehlshabers Ost bei der Zivilverwaltung in Russisch-Polen eingesetzt sowie am 24. Juli zum Generalmajor befördert. Als solcher wurde Esch am 24. August 1915 Chef des Generalstabes des Generalgouvernements Warschau unter Generaloberst Hans von Beseler.
Esch erhielt mit der Ernennung am 24. November 1916 zum Kommandeur der 7. Division wieder ein Frontkommando. Im Frühjahr 1917 konnte er sich während der Schlacht von Arras bewähren und kämpfte bis zu seiner abermaligen Verwundung bei den Rückzugskämpfen auf die Antwerpen-Maas-Stellung am 4. November 1918 in vorderster Linie. Am 13. Oktober 1918 war er mit dem Orden Pour le Mérite ausgezeichnet worden. Durch das Kriegsende erhielt Esch nach seiner Genesung kein neues Truppenkommando, sondern wurde zu den Offizieren von der Armee überführt und am 26. April 1919 in den Ruhestand verabschiedet.
Am 8. September 1919 verlieh man Esch den Charakter als Generalleutnant.

### Familie
Esch heiratete am 24. Oktober 1896 in Düsseldorf die Industriellentochter Elisabeth Hasenkamp (1874–1926). Aus der Ehe ging der Forschungsreisende Hansjoachim von der Esch und die Tochter Liselotte (1902–1911) hervor.

## Auszeichnungen
- Roter Adlerorden IV. Klasse[2]
- Kronenorden III. Klasse[2]
- Komtur II. Klasse des Ordens Albrechts des Bären[2]
- Ritterkreuz II. Klasse des Ordens vom Zähringer Löwen mit Eichenlaub[2]
- Lippischer Hausorden III. Klasse[2]
- Eisernes Kreuz (1914) II. und I. Klasse
- Ritterkreuz des Württembergischen Militärverdienstordens am 1. November 1914[3]